# Sayanim
Según el escritor, y anteriormente katsa del Mossad, Victor Ostrovsky y otras fuentes, Sayanim es el término empleado para nombrar al judío que vive fuera de Israel como ciudadano extranjero y que voluntariamente proporciona asistencia al Mossad.

## Descripción
Esta asistencia incluye cuidados médicos, dinero, logística e incluso recopilación de información. A cambio sólo reciben una compensación por los gastos que estas tareas le pudieran suponer. Su número oficial es desconocido, pero se estima que el número de sayanim repartidos por el mundo podría ser de miles. La existencia de este gran grupo de voluntarios es una de las razones por las que el Mossad opera con menos oficiales de inteligencia que otros servicios de espionaje. 

## Literatura
- Jacob Cohen, Le printemps des Sayanim, L'Harmattan, Paris ISBN 9782296112841.